# Markus Mosa
Markus Mosa (* 22. Dezember 1967 in Brühl (Rheinland)) ist ein deutscher Wirtschaftsmanager.

## Leben
Nach einem Studium der Betriebswirtschaftslehre an der Universität zu Köln begann Mosa seine berufliche Karriere 1994 bei der Spar Handels AG. 1999 wechselte er zu Netto Marken-Discount. Ab 2001 bis 2007 war Markus Mosa Geschäftsführer dieses Unternehmens, das seit 2005 zum Edeka-Verbund gehört. Seit Mai 2008 ist er Vorstandsvorsitzender der Edeka Zentrale AG & Co. KG und verantwortet in dieser Funktion u. a. die Ressorts Warengeschäft, Investitionsgüter, Marketing und Unternehmenskommunikation.
Im Juli 2008 wurde Mosa als kooptiertes Mitglied in den Vorstand des Hauptverbands des Deutschen Einzelhandels (HDE) berufen und im November 2008 zu einem der HDE-Vizepräsidenten gewählt.
Markus Mosa ist Mitglied im Kuratorium der Deutschlandstiftung Integration sowie im Wirtschaftsrat der CDU.